# Hiéroglyphe égyptien G26A
L'ibis sacré, en hiéroglyphes égyptiens, est classifié dans la section G « Oiseaux » de la liste de Gardiner ; il y est noté G26. 

## Représentation
Il représente un ibis sacré (Threskiornis aethiopicus). Il est translittéré Ḏḥwty.

## Utilisation
| G26 |

| G26 |

| G26 · t · y | A40 |

| G26 · t · y | A40 |

| G26A | t · t · W3 |

| G26A | t · t · W3 |

| G26A | t · t · W3 |

| G26A | t · t · W3 |

| h | b | y | G26A |

| h | b | y | G26A |